# Рота поліції «Херсон»
Рота поліції «Херсон» — добровольче формування патрульної служби поліції особливого призначення, створене в травні 2014 року у структурі УМВС України в Херсонській області. Спочатку було сформоване як батальйон, після реформ у Національній поліції переформоване у роту.

## Історія
Чисельність працівників батальйону була визначена в 300 осіб: 6 взводів по 50 осіб в кожному. На період формування командиром БПСМОП «Херсон» було призначено майора міліції Олександра Губарєва.
19 серпня 50 добровольців батальйону вирушила на схід України в зону АТО.
25 серпня під Іловайськом потрапив у засідку бойовиків екіпаж батальйону «Херсон» на службовому автомобілі. Загинули командир батальйону лейтенант міліції Руслан Сторчеус та міліціонер 3-го взводу рядовий міліції водій Олег Пєшков. За повідомленням Семена Семенченка батальйон «Донбас» «взяв під своє крило» бійців батальйону «Херсон», які втратили командира. Проте за версією Андрія Тетерука, тодішнього командира батальйону «Миротворець», бійців «Херсону» під своє командування взяв він.
26 серпня 2014 р. під час артилерійського обстрілу російськими бойовиками контрольно спостережного пункту, який розташовувався в середній школі № 14 міста Іловайськ (Донецька область) загинув Жеков Максим Петрович, молодший лейтенант МВС України.
29-го серпня 2014 року, під час боїв під Іловайськом та виходу з оточення загинули бійці батальйону Владислав Ковальов, Павло Мазур, Олег Гребінський та Руслан Салівончик, 29-го — під Новокатеринівкою солдат Олег Вовченко, молодший сержант Артем Шаригін.
1 вересня частина батальйону повернулась додому. Пізніше з оточення вийшли ще декілька груп.
Батальйон «Херсон» разом із ДУК ПС під Донецьком прикривали Піски. 
У 2016 році, почалася реорганізація поліції. Тоді Спецбатальйон «Херсон» перейменували в роту патрульної поліції особливого призначення «Херсон».
Після повномаштабного вторгнення російських збройних формувань в Україну, що відбулося 24 лютого 2022 року, та тимчасової окупації м. Херсон, підрозділ об'єднати з батальйоном поліції «Миколаїв». Так був створений штурмовий батальйон «Тавр», який очолив Олександр Мхітарян із позивним «Бджоляр».

## Втрати
- Сторчеус Руслан Олександрович, лейтенант міліції, командир батальйону, загинув 25 серпня 2014 року.
- Пешков Олег Анатолійович, рядовий міліції, водій командира батальйону, загинув 25 серпня 2014 року.
- Жеков Максим Петрович, молодший лейтенант міліції, старший інспектор взводу, загинув 26 серпня 2014 року.
- Салівончик Руслан Сергійович, капітан міліції, старший інспектор, загинув 29 серпня 2014 року.
- Мазур Павло Валерійович, рядовий міліції, загинув 29 серпня 2014 року.
- Ковальов Владислав Вікторович, рядовий міліції, загинув 29 серпня 2014 року.
- Шаригін Артем Віталійович, молодший сержант міліції, загинув 29 серпня 2014 року.
- Гребінський Олег Вільямович, старший сержант міліції, загинув 29 серпня 2014 року.
- Вовченко Олег Павлович, рядовий міліції, загинув 29 серпня 2014 року.